# 塞尔福斯青年俱乐部
塞尔福斯青年俱乐部，是冰岛南部塞尔福斯的一个体育俱乐部。